# BS深夜アニメ館
BS深夜アニメ館（ビーエスしんやあにめかん）とは、NHK BSプレミアムにて2011年（平成23年）4月4日から2012年（平成24年）3月29日まで放送されていたアニメ番組枠である。

## 概要
NHKで過去に放送されたアニメの再放送枠。毎日2作品（各25分）を放送している。

## 放送時間
火曜 - 土曜 3時00分 - 3時50分（JST、月曜 - 金曜 27時00分 - 27時50分）

## 放送作品一覧

### 前半枠
- 雪の女王（2011年4月4日 - 5月24日）
- 心霊探偵 八雲（2011年5月25日 - 6月15日）
- ツバサ・クロニクル（2011年6月16日 - 9月12日）
- 花咲ける青少年（2011年9月13日 - 11月11日）
- メジャー1〜4（2011年11月14日 - 2012年3月29日）[1]

### 後半枠
- タイタニア（2011年4月4日 - 5月9日）
- 今日からマ王!（2011年5月10日 - 11月4日）
- 彩雲国物語（2011年11月7日 - 2012年3月6日）